# Carman
 (signalé en juin 2025).
Si vous disposez d'ouvrages ou d'articles de référence ou si vous connaissez des sites web de qualité traitant du thème abordé ici, merci de compléter l'article en donnant les références utiles à sa vérifiabilité et en les liant à la section « Notes et références ».
- Archive Wikiwix
- Bing
- Cairn
- DuckDuckGo
- E. Universalis
- Gallica
- Google
- G. Books
- G. News
- G. Scholar
- Persée
- Qwant
- (zh) Baidu
- (ru) Yandex
- (wd) trouver des œuvres sur Wikidata

Pour les articles homonymes, voir Carman (homonymie).
Carman, (parfois nommée Carmun) dans la mythologie celtique irlandaise, est une déesse guerrière, appartenant au peuple des Fir Bolg, essentiellement connue par les Dindshenchas.
Elle a trois fils qui se nomment : Dian (la Violence), Dother (le Malfaisant) et Dub (le Noir). Venus d’Athènes, ils tentent de s’installer en Irlande, mais se heurtent aux Tuatha Dé Danann, dont Carman détruit les récoltes en usant de sa magie. Lug le dieu suprême accompagné de Aoi Mac Ollamain, Bé Chuille et Crichinbel, sont dépêchés pour affronter les envahisseurs, Carman est faite prisonnière tandis que ses fils sont expulsés d’Irlande. Elle finit par mourir de chagrin. C’est le Fomoire Bres qui creuse sa tombe dans une chênaie.
Son nom s’est perpétué dans deux fêtes, l’une à Wexford, l’autre à Kildare.